# Tricky
Trickys (født som Adrian Nicholas M. Thaws 27. januar 1968) debutalbum Maxinquaye udkom i 1995 og blev kåret som årets album i begge den tids to store engelske musikaviser, New Musical Express og Melody Maker.
På Maxinquaye blandede Tricky elementer fra rap, punk, rock, dub, elektronika og reggae og skabte et særpræget univers, som han har siden skiftevis har forsøgt at forny og flygte fra.
En stor del af sangene på de følgende Tricky plader har handlet om de forventninger hans fans og især pladeindustien har haft til ham – og om de frustrationer, det har påført Tricky.
Trippende, paranoid, intens, vred, flagrende og dyster er ord, der ofte er blevet brugt til at beskrive Trickys musik. Ord Tricky ikke selv bryder sig om. Derfor kalder han sit nye album 'Vulnerable', sårbar.
Tricky har siden 1997 boet i USA, først i New York og siden september 2001 i Los Angeles, hvor hans seneste album 'Vulnerable' er indspillet.
På Trickys syv albums medvirker så forskellige kunstnere som Alanis Morissette, P.J. Harvey, Bjørk, Ed Kowalczyk (Live), DJ Muggs (Cypress Hill), Scott Ian (Anthrax), Neneh Cherry, Cath Caffey (Stereo MC’s) samt forskellige medlemmer fra Red Hot Chili Peppers og Bush.
På Vulnerable er der ingen kendte gæstestjerner. Derimod introducerer albummet den ukendte italienske sangerinde Constanza Francavilla, en mangeårig Tricky fan som han mødte efter en koncert i Rom sidste år.
Blandt de 13 sange på Vulnerable er bl.a. Trickys version af The Cures The Love Cats.

## Diskografi

### Albums
- 1995: Maxinquyae
- 1996: Nearly God
- 1997: Pre-Millienium Tension
- 1998: Angels With Dirty Faces
- 1999: Juxtapose
- 2001: Blowback
- 2003: Vulnerable